# Dólar
Dólar – gmina w Hiszpanii, w prowincji Grenada, w Andaluzji, o powierzchni 78,59 km². W 2011 roku gmina liczyła 623 mieszkańców.